# Tribune Content Agency
Tribune Content Agency (TCA) és una empresa de redifusió (sindicació) de premsa propietat de Tribune Publishing. Anteriorment, TCA s’havia anomenat Chicago Tribune Syndicate, Chicago Tribune New York News Syndicate (CTNYNS), Tribune Company Syndicate i Tribune Media Services.
TCA té la seva seu central a Chicago i tenia oficines a diverses ciutats americanes (Milwaukee, Wisconsin; Queensbury, Nova York; Arlington, Texas; Santa Monica, Califòrnia), el Regne Unit, els Països Baixos i Hong Kong.

## Història
La primera tira còmica de Sidney Smith, The Gumps, va tenir un paper clau en l'augment de la sindicació quan Robert R. McCormick i Joseph Medill Patterson, que havien publicat al Chicago Tribune des de 1914, van planejar llançar un tabloide a Nova York, amb còmics. L'historiador Coulton Waugh va explicar:
| «                | Així va néixer el 16 de juny de 1919, el Daily News, un títol molt anglès, va ser gairebé immediatament associat a Nova York, Daily News (Nova York). Era un diari il·lustrat, i va ser un escenari perfecte per a el nou art de la tira còmica. El primer número només hi avia una sola tira, The Gumps. Va ser la popularitat gairebé instantània d'aquesta famosa tira la que va crear directament la sindicació nacional. Midwestern i altres diaris van començar a escriure al Chicago Tribune, que també va publicar The Gumps, sol·licitant que se li permetés utilitzar el nou còmic, i el resultat va ser que els caps dels dos diaris van col·laborar i van fundar el... syndicate, que aviat va distribuir les funcions de Tribune-News a tots els racons del país. | » |
| — Coulton Waugh, | |   |

Patterson va fundar el Chicago Tribune Syndicate en 1918, dirigit per Arthur Crawford.
El 1933, Patterson (que llavors tenia la seu a Nova York i dirigia el Daily News), va llançar el Chicago Tribune-Daily News Syndicate, Inc. (també conegut com el Chicago Tribune-New York News Syndicate i el Tribune-New). York (Daily) News Syndicate).
Un article de l'abril de 1933 a Fortune va descriure els "Big Four" sindicats nord-americans com a United Feature Syndicate, King Features Syndicate, Chicago Tribune Syndicate i Bell-McClure Syndicate. Mollie Slott va mantenir el sindicat en funcionament en els seus dies de glòria de mitjans de segle.
El 1968, el sindicat va oferir unes 150 publicacions a uns 1.400 clients de diaris. Tribune Publishing va adquirir la Times Mirror Company l'any 2000, i el Los Angeles Times Syndicate es va fusionar amb Tribune Media Services.
El 2006 The McClatchy Company va heretar una associació amb la Tribune Company, al servei de notícies Knight Ridder-Tribune Information Services, quan va adquirir Knight Ridder; el nou servei es va anomenar McClatchy-Tribune News Service (MCT). El 2014, Tribune va comprar la part de McClatchy de l'empresa, prenent la propietat total de MCT i traslladant la seva seu a Chicago. El 25 de juny de 2013, la divisió News & Features de Tribune Media Services es va convertir en l'Agència de Contingut Tribune.
El 12 de juny de 2014, Tribune Media Services es va fusionar amb Gracenote. Després de la divisió del 2014 dels actius de Tribune Company entre Tribune Media i Tribune Publishing, Gracenote va passar a Tribune Media (que el vendria a Nielsen Holdings el 2016), mentre que el contingut de Tribune Content Agency va romandre a Tribune Publishing.
El 22 de setembre de 2014, el McClatchy-Tribune News Service (MCT) va passar a anomenar-se Tribune News Service (TNS).